# 煉香
煉香（ねりこう）とは香料の一種。
古代エジプトにおいてはキフィー（Kyphi）という練香が使われていた。その後もギリシア、中東地域にて使用され世界各地に広まり、日本へは中国から仏教と共に香が伝わった際に練香も伝わったと言われる。現在でも中東地域においては練香はバフールと呼ばれ、日常的に使用されている。
日本の香の中では抹香に炭の粉末や蜂蜜、貝殻などの甲香（こうこう）混ぜて練ったものを指す。
焚き方は着火した香用の炭（チャコール）に乗せて熱する。香道においては熱した炭の上に灰を置き、穴を開けた上に銀葉と呼ばれる雲母板を置き、その上に乗せて熱する。